# Ganzer halber Bruder
Ganzer halber Bruder ist ein deutscher Spielfilm aus dem Jahr 2025 mit Christoph Maria Herbst, Nicolas Randel, Sesede Terziyan und Michael Ostrowski. Die Tragikomödie entstand unter der Regie von Hanno Olderdissen nach einem Drehbuch von Clemente Fernandez-Gil.

## Handlung
Thomas ist ein Immobilienbetrüger, der gerade aus dem Gefängnis entlassen wurde. Er kommt zu einer unerwarteten Erbschaft eines Hauses von seiner Mutter, die ihn als Baby weggegeben hatte und die er nie kennengelernt hatte. Wenn er es verkaufen könnte, stünde einem Neuanfang in Spanien nichts im Wege. Allerdings wohnt in dem Haus sein Halbbruder Roland, der Trisomie 21 hat und dort über ein lebenslanges Wohnrecht verfügt.
Thomas zieht bei Roland ein und versucht, ihn aus dem Haus zu drängen. Kritisch beobachtet wird Thomas von Rolands Betreuerin Yesim, außerdem muss sich Thomas mit seinem Bewährungshelfer Meinard herumschlagen. Roland erweist sich als willensstark und langsam erobert er das Herz seines Bruders.

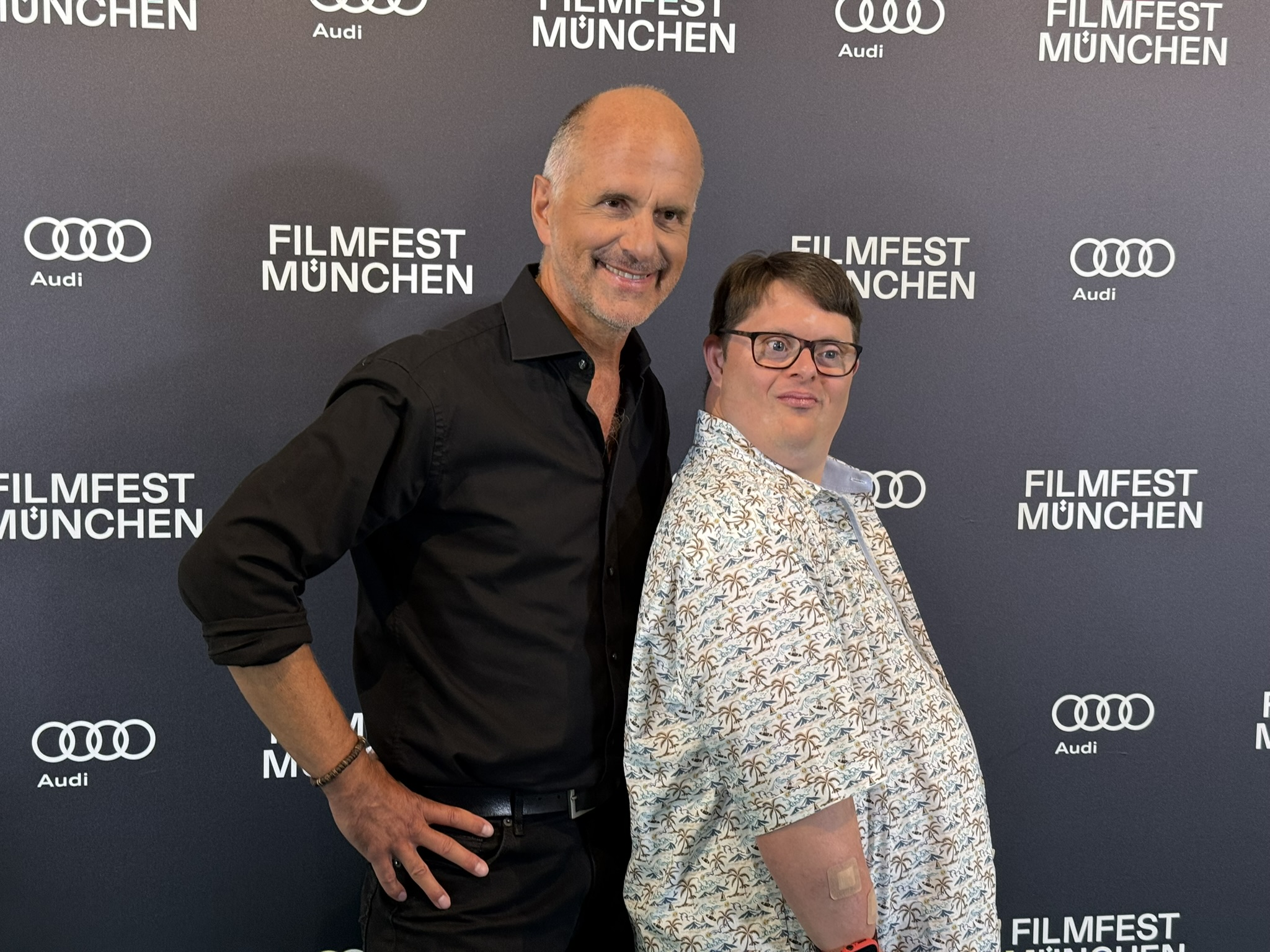
Christoph Maria Herbst und Nicolas Randel beim 42. FilmFest München am 2. Juli 2025

## Produktion und Hintergrund
Die Dreharbeiten fanden unter dem Arbeitstitel Sunny vom 12. August bis zum 23. September 2024 in Köln und Umgebung sowie in Hannover statt.
Produziert wurde der Film von der Neue Schönhauser Filmproduktion in Koproduktion mit der Senator Film Produktion und der Bantry Bay Productions, beteiligt war das ZDF. Als Produzent fungierten Boris Schönfelder, Producerin war Silvie Nohr. Den Vertrieb übernahm Wild Bunch.
Unterstützt wurde die Produktion vom Deutschen Filmförderfonds, der Filmförderungsanstalt, der Mitteldeutschen Medienförderung, Nordmedia, der Film- und Medienstiftung NRW und der MOIN Filmförderung.
Die Kamera führte Carol Burandt von Kameke, die Montage verantwortete Andrea Mertens und das Casting Sabine Schwedhelm und Sven Harjes, die Musik schrieb Roman Vinuesa. Den Ton gestalteten Erik Seifert und Simone Weber, das Kostümbild Eugenia Giesbrecht, das Maskenbild Iris Müther und Mirjam Himmelsberger und das Szenenbild Ina Timmerberg.
Drehbuchautor Clemente Fernandez-Gil ist selbst Vater eines Sohnes mit Down-Syndrom. Im Film ist das Lied Sunny von Bobby Hebb in verschiedenen Versionen zu hören, unter anderem jene von Boney M., Nancy Wilson, Los Cielos, Wilson Pickett, Booker T. & the M.G.’s und The Headshop.

## Veröffentlichung
Premiere war am 2. Juli 2025 am Filmfest München 2025 in der Reihe Spotlight.
Der deutsche Kinostart ist für den 18. September 2025 geplant.

## Rezeption
Thomas Schultze bezeichnete die Produktion auf the-spot-mediafilm.com als „Feelgood-Film mit Crowdpleaser-Qualitäten“, der mit dem Zusammenspiel von Christoph Maria Herbst und dem erstaunlichen Nico Randel steht und fällt.
Susanne Gietl bewertete den Film auf filmstarts.de mit 3,5 von 5 Sternen. Dieser sei zwar frei von Überraschungen und ganz schön schematisch, aber zugleich fühle er sich an wie ein guter Ohrwurm. Am Ende möchte man sogar dazu tanzen.

## Auszeichnungen und Nominierungen
Festival des deutschen Films 2025
- Nominierung für den Rheingold Publikumspreis[8]